# Palacio de Conferencias de Sipopo
El Palacio de Conferencias de Sipopo es una estructura cubierta multipropósito en la ciudad de Malabo, provincia de Bioko Norte, en el isla de Bioko que hace parte de la Región insular del país africano de Guinea Ecuatorial. Fue inaugurado en 2011 como parte de la Ciudad Sipopo, un complejo de diversas infraestructuras creadas con el fin de promover el desarrollo de esa nación.
En el lugar se han desarrollado diferentes eventos como la Cumbre Africana de 2014, el Congreso Subregional de Cirugía de África Central, la Cumbre de jefes de Estado y de Gobierno del Grupo de Estados de África, Caribe y Pacífico, la Conferencia de Industrialización y la elección de Miss Guinea Ecuatorial.
En el lugar también se han realizado conciertos, como el que ofreciera el cantante español Julio Iglesias en 2012, y que suscitara una serie de polémicas, estando este reservado para importantes figuras políticas y económicas de Guinea Ecuatorial y el entorno familiar del presidente del país.